# 오이에르 올라사발
오이에르 올라사발 파레데스(스페인어: Oier Olazábal Paredes, 1989년 9월 14일 ~ )는 오이에르라고 불리는 스페인 출신의 축구 선수이며, 현재 키프로스 1부 리그의 파포스 FC에서 뛰고 있다. 포지션은 골키퍼이다.